# Saïd Belhout
Saïd Belhout (Tiaret, 16 april 1975) is een Algerijnse langeafstandsloper, die is gespecialiseerd in de halve, hele marathon en het veldlopen. Eénmaal nam hij deel aan de Olympische Spelen en behaalde hierbij geen medailles. Hij werd eenmaal Algerijns kampioen op de halve marathon.

## Loopbaan
In 2004 maakte Belhout zijn olympisch debuut op de Spelen van Athene. In een tijd van 2:22.32 eindigde hij op de 49e plaats. Op de marathon van Parijs dat jaar werd hij negende in 2:13.17.
In 2005 won hij een gouden medaille op de halve marathon bij de Middellandse Zeespelen in Almería. Met een nipte voorsprong van vier seconden versloeg hij met een tijd van 1:05.01 de Marokkaan Abdelkebir Lamachi. De Spanjaard José Manuel Martínez werd derde in 1:05.12.

## Titels
- Middellandse Zeespelen kampioen halve marathon - 2005
- Algerijns kampioen halve marathon - 2001

## Persoonlijke records
| Onderdeel      | Prestatie | Datum           | Plaats |
| -------------- | --------- | --------------- | ------ |
| halve marathon | 1:02.40   | 19 oktober 2003 | Niort  |
| marathon       | 2:13.37   | 4 april 2004    | Parijs |

## Prestaties

### 10 km
- 2006: 13e Corrida van Houilles - 29.48

### halve marathon
- 1994: DNF WK in Oslo
- 2000: 50e WK in Veracruz - 1:08.46
- 2001:  halve marathon van Longeville sur Mer - 1:04.14
- 2001: 49e WK in Bristol - 1:03.58
- 2002: 14e halve marathon van Vitry-sur-Seine - 1:05.05
- 2002: 14e halve marathon van Lille (Rijsel) - 1:05.05
- 2002: 7e halve marathon van Saint Denis - 1:04.24
- 2003: 22e WK in Vilamoura - 1:03.48
- 2003:  Noord-Afrikaanse kamp. in Tripoli - 1:02.27
- 2003: 4e La Coulée Verte in Niort - 1:02.40
- 2004: 5e halve marathon van Chassieu - 1:04.30
- 2004:  Pan-Arabische kamp. in Algiers - 1:05.45
- 2005:  Middellandse Zeespelen in Almería - 1:05.01
- 2005:  halve marathon van Oran - 1:02.48

### marathon
- 2002: 14e marathon van Eindhoven - 2:20.59
- 2004: 9e marathon van Parijs - 2:13.37
- 2004: 49e OS in Athene - 2:22.32
- 2005: DNF WK in Helsinki
- 2005:  Islamistische Spelen in Mekka - 2:21.16

### veldlopen
- 2003:  Noord-Afrikaanse kamp. veldlopen (lange afstand)
- 2005: 50e WK in Saint-Étienne (lange afstand) - 38.21
- 2006: 59e WK in Fukuoka (lange afstand) - 38.06